# Supercopa de los Países Bajos 2022
La Supercopa de los Países Bajos 2022 (Johan Cruijff Schaal 2022 en neerlandés) fue la 32ª edición de la Supercopa de los Países Bajos. El partido se jugó el 30 de julio de 2022 en el Johan Cruyff Arena entre el Ajax, como campeón de la Eredivisie 2021-22 y el PSV Eindhoven, campeón de la KNVB Beker 2021-22. El partido concluyó 5-3 a favor del PSV Eindhoven, que se consagró bicampeón.

## Antecedentes
El Ajax clasificó a la Supercopa como campeón de la Eredivisie 2021-22, título que aseguró tras vencer por 5-0 al SC Heerenveen en la penúltima jornada, alcanzando su 36.º campeonato nacional. 
Por su parte, el PSV Eindhoven obtuvo su lugar al consagrarse campeón de la Copa de los Países Bajos 2021-22 tras derrotar al propio Ajax por 2-1 en la final disputada el 17 de abril de 2022 en Róterdam. 

## Participantes
| Ajax          | Campeón de la Eredivisie 2021-22               |
| PSV Eindhoven | Campeón de la Copa de los Países Bajos 2021-22 |

## Partido
| 30 de julio de 2022, 20:00 CEST | Ajax                                    | 3:5 (1:2) | PSV Eindhoven                                  | Johan Cruyff Arena, Ámsterdam,                            |                                                           |
|                                 | - Bergwijn 15' - Antony 54' - Kudus 72' | Reporte   | - Til 32' 45+2' 69' - Gakpo 65' - Simons 90+1' | Asistencia: 52.000 espectadores Árbitro(s): Dennis Higler | Asistencia: 52.000 espectadores Árbitro(s): Dennis Higler |

Campeón

PSV Eindhoven
13.º título